# Nicoalaes Gillis
Nicoalaes Gillis, död 1632 eller kort därpå var en nederländsk konstnär.
Gillis omtalas som verksam i Haarlem 1612-32.